# Emil Stangenberg
August Emil Stangenberg, född den 27 februari 1860 i Dörby socken, Kalmar län, död den 3 juni 1950 i Stockholm, var en svensk läkare och otolaryngolog.
Stangenberg blev student 1880, medicine licentiat 1889, medicine doktor 1894 och docent 1912 i öron-, näs- och halssjukdomar vid Karolinska institutet. Egen poliklinik för nämnda sjukdomar innehade Stangenberg 1890–1897. Stangenberg var läkare vid Stockholms stads öronpoliklinik 1895–1906, lärare i otorhinolaryngologi vid Karolinska institutet 1902–1925 samt föreståndare för Serafimerlasarettets öronpoliklinik under motsvarande tid. Åren 1904–1925 var han undersökningsläkare för ovannämnda sjukdomar vid Stockholms folkskolor och 1910–1935 läkare vid Kungliga teatern. 
Stangenberg meddelade omfattande privat undervisning och företog studieresor till kontinentens främsta undervisningsanstalter på specialområdet, exempelvis till professor Hermann Gutzmann i Berlin (1916) för studium av krigsskador på röst- och talorganen. Han blev riddare av Nordstjärneorden 1925.
Bland utgivna vetenskapliga arbeten av Stangenberg kan nämnas Bidrag till kännedomen om tillståndet hos våra skolbarns hörselorgan, näsa samt svalg (gradualavhandling, 1894), Om syhlitiska affektioner i näsan (1895), Om örats och näsans sjukdomar (1896), Om den nutida behandlingen av varbildande processer i mellanörat (1899), Om stämbandsfibrom (1900), Beiträge zur Kenntniss des Verhältnisses zwischen Diphtherie und Ohrenkrankheiten (1902), Einige Fälle von infektiösen aus dem Mittelohr stammenden Labyrinthaffektionen (1911), Den kroniska otorréns kirurgiska behandling (1912), Om krigsskador å röst- och talorgan (1916) och Om kroniskt empyem i antrum Highmori (1923).
Emil Stangenberg var son till lantbrukaren Karl Olsson och dennes hustru Kristina. Han var i sitt första äktenskap från 1891 gift med Edith Schubert (1869–1923, i hennes första gifte),  dotter till lantbrukaren Carl Schubert och Hanna, född Crasselt. I detta äktenskap föddes sonen Harry Stangenberg. Emil Stangenberg var i sitt andra äktenskap från 1904 gift med Signe Saul (1877–1932), dotter till fabrikören Ludvig Saul och Hilda, född Borelius. I detta äktenskap föddes sonen Gerdt Stangenberg. Emil Stangenberg vilar tillsammans med sin andra hustru i hennes familjegrav på Norra begravningsplatsen utanför Stockholm.